# Palmitinsäure
Palmitinsäure (Hexadecansäure) ist eine gesättigte organische Säure und wird zu den Fettsäuren (= höhere Carbonsäuren) gezählt. Palmitate (systematisch auch Hexadecanoate) sind die Salze und Ester der Palmitinsäure. Palmitinsäure ist bei Zimmertemperatur ein farbloser Feststoff.
Palmitat ist in vielen Lebewesen ein Haupt-Zwischenprodukt des Stoffwechsels, aus dem alle anderen Fettsäuren für den Aufbau von Fettreserven in Form von Glyceriden hergestellt werden. Die Biosynthese von Palmitat erfolgt in der Lipogenese aus kleinen Molekülvorstufen in einem sich wiederholenden Prozess, in dem mit jedem Schritt zwei Kohlenstoffmoleküle an die Molekülkette gehängt werden.

## Geschichte
Die Verbindung wurde erstmals 1840 durch den französischen Chemiker Edmond Frémy durch die Verseifung von Palmöl hergestellt.

## Vorkommen

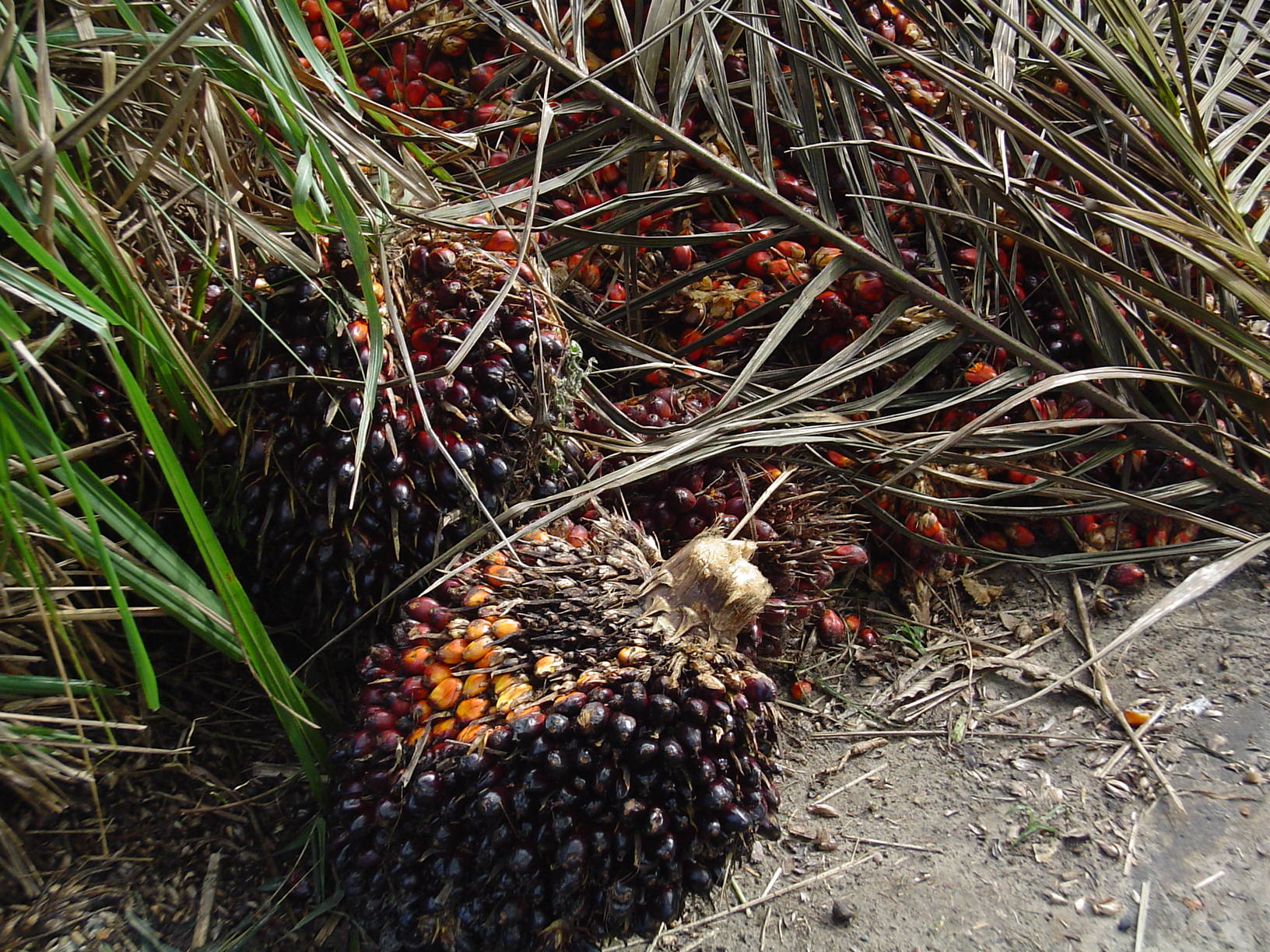
Das Fruchtfleisch der Ölpalme liefert Palmöl, dessen Triglyceride reich an Palmitinsäureresten sind.

Der Palmitinsäurerest ist der in vielen pflanzlichen und tierischen Fetten und fetten Ölen als Glycerinester am häufigsten vorkommende gesättigte Fettsäurerest:
| Produkt         | Gehalt an Palmitinsäure |
| --------------- | ----------------------- |
| Stillingiaöl    | 60–70 %                 |
| Palmöl          | 41–46 %                 |
| Butterfett      | 24–32 %                 |
| Schweineschmalz | 24–30 %                 |
| Kakaobutter     | 23–30 %                 |
| Rindertalg      | 23–29 %                 |
| Baumwollsaatöl  | 21–27 %                 |
| Avocadoöl       | 10–26 %                 |

Entgegen weitverbreiteter Anschauung enthalten natürliche Fette und Öle keine freie Palmitinsäure, sondern deren Glycerinester. Der Samen von Crotalaria ochroleuca enthält ca. 50 % freie Palmitinsäure.

## Physikalische Eigenschaften
Der Flammpunkt liegt bei >160 °C, die Zündtemperatur bei 240 °C und die untere Explosionsgrenze bei 0,42 Vol.-%.

## Analytik
Die sichere qualitative und quantitative Bestimmung der Palmitinsäure in den verschiedensten Untersuchungsmaterialien gelingt nach adäquater Probenvorbereitung und Umesterung zum Methylester durch Kopplung der Kapillargaschromatographie mit der Massenspektrometrie.

## Gesundheitliche Aspekte
Palmitinsäure ist in bedeutendem Maße am Aufbau aller Organismen beteiligt. So kommt sie sowohl in pflanzlichen als auch in tierischen Organismen hauptsächlich in Triglyceriden vor. Dort dient sie neben anderen Fettsäuren und Glycerin als Hauptenergiespeicher.
In unterschiedlichen Studien konnte nachgewiesen werden, dass gesättigte Fettsäuren wie Palmitinsäure die Blutfettwerte zwar steigern, wobei aber neben dem schlechten LDL-Cholesterin auch das gute HDL-Cholesterin erhöht wird.
Nach herrschender Meinung sollte der Konsum gesättigter Fettsäuren aber nicht mehr als 7 % – 10 % der täglichen Energiezufuhr ausmachen. So wurden zum Beispiel Fall-Kontroll-Studien in Costa Rica durchgeführt, das wegen des dortigen Gesundheitssystems eine herausragend gute Datenlage bot und in denen die Art der Fettzufuhr nicht nur anhand von Befragungen, sondern auch anhand der Analyse von Proben aus subkutanem Fettgewebe ermittelt wurde. Die Ergebnisse zeigten, dass neben anderen Risikofaktoren ein hoher Konsum von stark Palmitinsäure-haltigem Palmöl das Risiko für Koronare Herzkrankheit eher erhöhte, während das in Costa Rica ebenfalls beliebte Sojaöl, das nur einen geringen Anteil gesättigter Fettsäuren enthält und in Costa Rica eine der Hauptquellen für α-Linolensäure ist, das Risiko verringerte.
Diskutiert wird, ob Palmitinsäure die Metastasierung von Tumorzellen fördert.

## Verwendung
Palmitate werden häufig in Kosmetika verwendet.
Das Aluminiumsalz der Palmitinsäure bildet, zusammen mit dem Aluminiumsalz der Naphthensäure, das Verdickungsmittel der Brandwaffe Napalm, dessen Name sich aus den Anfangssilben der Säuren zusammensetzt (Naphthensäure, Palmitinsäure).
Eine alkoholische Kaliumpalmitatlösung (standardisierte Schmierseife) dient zur Bestimmung der Gesamthärte in Wasser.